# Vladímir Shuvalov
Vladímir Shuvalov –en ruso, Владимир Шувалов– (3 de octubre de 1946-8 de febrero de 2019) fue un deportista soviético que compitió en natación. Ganó una medalla de plata en el Campeonato Europeo de Natación de 1966 en la prueba de 4 × 100 m libre.

## Palmarés internacional
| Campeonato Europeo | Campeonato Europeo     | Campeonato Europeo | Campeonato Europeo |
| Año                | Lugar                  | Medalla            | Prueba             |
| ------------------ | ---------------------- | ------------------ | ------------------ |
| 1966               | Utrecht (Países Bajos) | Medalla de plata   | 4 × 100 m libre    |